# Marcoola
Marcoola est une localité de la Sunshine Coast du Queensland, en Australie.
Le siège social de Bonza, une compagnie aérienne à bas prix, y est situé.